# Maciej Kamieński
Maciej Kamieński, Kamięski, Kamenický, Kamensky (ur. 13 października 1734, zm. 25 stycznia 1821 w Warszawie) – polski kompozytor i pedagog słowackiego pochodzenia; twórca powszechnie uznawanej za pierwszą (do czasu odkrycia anonimowej barokowej opery Heca albo polowanie na zająca) operę polską Nędza uszczęśliwiona, wolnomularz. Autor melodii pieśni Żal (znanej jako Hej sokoły).
Forma oboczna Kamięski figurowała na rękopisie z 1778 (BN sygn. B. T. 706), który spłonął w 1944, zaś formy Kamenický i Kamensky podaje Československý hudební slovník (tom 1, wydany w 1963). Miejsce urodzenia nieznane; wymieniane w pracach polskich i obcych Sopron (niemiecki Ödenburg), które podawał sam Kamieński oraz Magyar Óvar nie znalazły potwierdzenia w zachowanych księgach metrykalnych. Młode lata spędził Kamieński w Sopronie w domu hrabiego Henckla von Donnersmarck, a po jego śmierci w 1760 przeniósł się wraz z domem wdowy do Wiednia. Wykształcenie muzyczne zdobył w Sopronie, dopełnił je w Wiedniu; w październiku 1762 słyszał w Schönbrunnie grę małego Mozarta. W Warszawie Kamieński osiadł nie wcześniej niż na przełomie 1762/63, pierwszą znaną z tego okresu datą jest 1773, kiedy to ukazało się w Warszawie zawierające kilka utworów Kamieńskiego wydanie Mélanges de Musique pour le clavecin J. Engla (zaginione podczas II wojny światowej).
Kamieński w krótkim czasie zyskał w Warszawie uznanie jako nauczyciel gry na fortepianie i śpiewu solowego. W 1803 roku został właścicielem posesji przy ul. Świętojerskiej, gdzie prowadził zajazd i mieszkał aż do swojej śmierci. W 1805 dzierżawił przy ul. Nalewki tzw. dworek Dulfowski, w którym organizował publiczne wieczory muzyczne.
Był członkiem loży wolnomularskiej Świątynia Izis w 1811/1812 roku. Po 1815 został Dyrektorem Harmonii Wielkiego Wschodu Narodowego Polskiego.
Kamieński był dwukrotnie żonaty, z pierwszą żoną miał syna Karola, uzdolnionego malarza (zmarł po 1788), za drugim razem poślubił wdowę Annę Gelinek. Pochowany został na Powązkach (Warszawa); na ścianie kościoła przy cmentarzu znajduje się pamiątkowa marmurowa tablica z napisem:
„Tu spoczywają zwłoki Macieja Kamieńskiego, który żyjąc lat blisko 87, zakończył życie dnia 25 stycznia 1821 roku. Pozostała po nim wdowa prosi o westchnienie do Boga.”
Stworzył kilka oper, które wzorowane były na francuskiej opéra comique, niemieckim singspielu i stylu włoskim (dramma per musica).
W twórczości swej nawiązywał również do polskiej muzyki ludowej.
Ok. 1777 trafił w jego ręce tekst kantaty napisanej dla Szkoły Kadetów przez Franciszka Bohomolca Nędza uszczęśliwiona. Kamieński stworzył muzykę do tego utworu, natomiast libretto zostało rozszerzone przez Wojciecha Bogusławskiego. Operę wystawiono 11 lipca 1778 w teatrze w Pałacu Radziwiłłowskim.
Ważniejsze jego kompozycje:
- Nędza uszczęśliwiona (1778)
- Prostota cnotliwa (1779)
- Zośka, czyli wiejskie zaloty (1779)
- Balik gospodarski (1783)
- Tradycja dowcipem załatwiona (1789)
- Słowik, czyli Kasia z Hanką na wydaniu (1790)
- Kantata dramatyczna (na uroczystość odsłonięcia pomnika Jana III Sobieskiego w Warszawie, 1788)
- msze, oratoria oraz drobne utwory instrumentalne i wokalne.